# STELLABEATS
STELLABEATS（ステラビーツ）は2014年5月23日にArcJewelの正規グループ「Stella☆Beats」として活動を開始した日本の女性アイドルグループ。
株式会社MATSURI所属。2019年8月にグループ名表記を変更した。通称「ステラビ」。

## 概要
愛乙女☆DOLL、Doll☆Elementsの後輩であり、研究生グループであった愛乙女★DOLL研究生のらぶ☆けんステラから数々のノルマや試練、バトルを経て、2014年5月に正規グループStella☆Beatsへと昇格。姉妹グループにLuce Twinkle Wink☆（旧らぶ☆けんルーチェ）がいる。
2014年12月、アクアルナ・エンターテイメントの芸能事務所ArcJewel（アークジュエル）からCDデビュー。
2018年4月に所属事務所の移籍が発表され、同年5月より株式会社MATSURIに所属。
2019年8月に新体制として活動開始に伴い、グループ名表記をSTELLABEATSに変更。以後メンバーの入れ替わりを経て活動したが、2022年5月21日をもって通算8年間の活動を終え解散した。

## 略歴

### 2019年
- 8月3日 新生STELLABEATSとして活動を開始[3]。
- 8月7日 公式Twitterでメンバー橋爪愛花、宮園奈那、石原花鈴の写真を公開[TW 1]。
- 8月20日 秋葉原GOODMANで行われた「STELLABEATS versus 明くる夜の羊 -stella meets the breakingdawn sheep-」にて新生STELLABEATSお披露目LIVEを行い、新曲「SHOTGUN SALINGER」「CHEDDAR CHEESE MELT」を初披露[GP 3]。
- 10月3日 方南町Mboxxで行われた「石原花鈴 生誕祭2019」をもって橋爪愛花が卒業[TW 2]。
- 11月18日 赤羽ReNY alphaで行われた「LOVE♡IDOL♡LIVE」にて新メンバーの加入を発表[GP 4]。
- 12月17日 秋葉原GOODMANで行われた「Come back to GOODMAN」にて本田雅、北野眞夢萌をお披露目[GP 5]。

### 2020年
- 2月17日 公式サイトにて2月8日から体調不良により休養していた本田雅の脱退を発表[4]。
- 3月7日 渋谷CLUB QUATTROで行われた「DATE THE POP」にて「BUTTERFLY IN THE CAGE」初披露[5]。
- 3月11日 「Straight Lines」新録音版の配信が開始される[6]。
- 3月24日 「STELLABEATSのラジオ特番放送！」にて新メンバー中山みなみがデビュー[GP 6]。
- 3月29日 中山みなみのお披露目が予定されていた「アイドル甲子園 SPRING FESTIVAL 2020」が2019年コロナウイルス感染症の影響のため、延期となった[7]。
- 4月24日 「History of STELLABEATS Vol.1」の配信が開始[8]。
- 6月1日 方南町Mboxxで行われた無観客配信ライブ「6周年記念 & 中山みなみ お披露目ライブ」にて中山みなみと新衣装と新曲「ぼくはキミにどう恋すればいい」をお披露目、北野眞夢萌が卒業を発表[GP 7][動画 1]。
- 6月5日 フジテレビ系全国ネット「全力!脱力タイムズ」の6月&7月エンディングテーマで「ぼくはキミにどう恋すればいい」が流れる[TW 3]。
- 6月16日 「STELLABEATSのモッツァレラTV番外編 緊急特番」にて新メンバー竹内さらがデビュー[GP 8][動画 2]。
- 6月26日 無観客配信ライブ「show up」にて竹内さらをお披露目[GP 9]。
- 7月18日、Space emo IKEBUKUROで「『CHEDDAR CHEESE MELT』発売記念イベント・リターンズ」を開催[動画 3]。

### 2021年
- 1月10日、新メンバーオーディション募集開始（2月14日締切[GP 10]）。
- 3月20日、方南町Mboxxでのライブをもって宮園奈那、石原花鈴、竹内さらが卒業[GP 11]。メンバーが一時的に中山みなみだけとなる。
- 5月29日、方南町Mboxxで行われた「STELLABEATS 7周年&キックオフイベント」で新メンバー浅田珠幸と西田美咲をお披露目[GP 12]。
- 6月19日、「新体制ステラビ お披露目生配信ライブ」開催[動画 4]。
- 9月25日、方南町Mboxxで行われた「Girls Complex September ver.2」にて「乙女心複雑化事情」初披露[9]。

### 2022年
- 4月1日、「2021 BEATS」の配信が開始[動画 5]。
- 4月28日、公式サイトにて解散を発表[GP 2]。前月26日の定期公演にて中山みなみがグループからの卒業を発表しており[TW 4]、残る2人での活動が困難になったことが理由とされる。
- 5月21日、Space emo IKEBUKUROで「STELLABEATS ラストライブ『散開』」を開催。前身を含めて8年間の活動に終止符を打つ[GP 2]。

## メンバー
| 名前 (よみ)                     | 愛称       | 担当カラー | 誕生日                | 出身地 | 血液型 |
| ------------------------------- | ---------- | ---------- | --------------------- | ------ | ------ |
| 中山 みなみ （なかやま みなみ） | みいちゃん | みかん色   | 2001年8月25日（23歳） | 大阪府 | O型    |
| 浅田 珠幸 （あさだ みさき）     | みさき     | 赤         | 7月26日               | 三重県 | A型    |
| 西田 美怜 （にしだ みれい）     | みれい     | ピンク     | 7月1日                | 滋賀県 | A型    |

### 旧メンバー
| 名前(よみ)                    | 担当カラー | 備考              |
| ----------------------------- | ---------- | ----------------- |
| 橋爪 愛花 （はしづめ あいか） | 青         | 2019年10月3日卒業 |
| 本田 雅 （ほんだ みやび）     | 水色       | 2020年2月17日脱退 |
| 北野 眞夢萌 （きたの まゆほ） | ピンク     | 2020年6月1日卒業  |
| 石原 花鈴 （いしはら かりん） | 黄色       | 2021年3月20日卒業 |
| 宮園 奈那 （みやぞの なな）   | 赤         | 2021年3月20日卒業 |
| 竹内さら （たけうち さら）    | ピンク     | 2021年3月20日卒業 |

### 変遷
| 期間                            | 活動メンバー（太字は新メンバー）               |
| ------------------------------- | ---------------------------------------------- |
| 2019年 8月 7日 - 2019年10月3日  | 石原花鈴、橋爪愛花、宮園奈那                   |
| 2019年10月 4日 - 2019年11月18日 | 石原花鈴、宮園奈那                             |
| 2019年12月17日 - 2020年2月3日   | 石原花鈴、宮園奈那、本田雅、北野眞夢萌         |
| 2020年 2月 8日 - 2020年2月17日  | 石原花鈴、宮園奈那、本田雅（休業）、北野眞夢萌 |
| 2020年 2月18日 - 2020年3月25日  | 石原花鈴、宮園奈那、北野眞夢萌                 |
| 2020年 3月29日 - 2020年6月7日   | 石原花鈴、宮園奈那、北野眞夢萌、中山みなみ     |
| 2020年 6月 8日 - 2020年 6月15日 | 石原花鈴、宮園奈那、中山みなみ                 |
| 2020年 6月16日 - 2021年 3月20日 | 石原花鈴、宮園奈那、中山みなみ、竹内さら       |
| 2021年 3月21日 - 2021年 5月28日 | 中山みなみ                                     |
| 2021年 5月29日 - 2022年 5月21日 | 中山みなみ、浅田珠幸、西田美怜                 |

## ディスコグラフィ
マキシシングル 
| # | リリース日    | タイトル                                               | 収録曲                                                              | MV                                           |
| - | ------------- | ------------------------------------------------------ | ------------------------------------------------------------------- | -------------------------------------------- |
| 1 | 2020年3月24日 | STELLABEATS featuring 明くる夜の羊 CHEDDAR CHEESE MELT | 1. SHOTGUN SALINGER 2. CHEDDAR CHEESE MELT 3. BUTTERFLY IN THE CAGE | 「SHOTGUN SALINGER」 「CHEDDAR CHEESE MELT」 |

配信限定
| # | 配信開始日    | タイトル                     | 配信曲 |
| - | ------------- | ---------------------------- | --- |
| 1 | 2020年3月11日 | Straight Lines               | Straight Lines（新録音版） |
| 2 | 2020年4月24日 | History of STELLABEATS Vol.1 | 1. Straight Lines（2020ver.） 2. 星空シンフォニー（2020ver.） 3. FantasticTraveller（2020ver.） |
| 3 | 2022年4月1日  | 2021 BEATS                   | 1. 4EVER（新録音版） 2. 乙女心複雑化事情 3. ぼくはキミにどう恋すればいい（新録音版） 4. Cry for the moon 5. 迷鏡 6. Tomorrow you knows 7. Just Violation 8. Here with 9. Swi Swi Swish!!!!（新録音版） 10. SHOTGUN SALINGER（新録音版） |

## Stella☆Beats名義

### 略歴
2012年
- 12月30日 吉祥寺CLUB SEATAで行われた愛乙女☆DOLL、Doll☆Elementsのツーマンライブのオープニングアクトに愛乙女★DOLL研究生として桜木琴歌、星野愛菜、笹木ありさがお披露目[10]。

2013年
- 2月18日 愛乙女★DOLL研究生ゼミナールとして月曜日、押上ワロップ放送局にてトーク＆ライブスタート。
- 5月17日 板山紗織が足の怪我の為、休業中のアンダーとして七瀬望美が愛乙女★DOLL研究生に加入[11]。
- 10月20日 愛乙女★DOLL研究生として初の1stワンマンライブを吉祥寺CLUB SEATAで開催[12]。「10月27日の『アイドル横丁新聞杯』の人気投票で優勝すれば、脱研究生＆新プロジェクトを始動、CDデビューの可能性がある」とサプライズ発表される。
- 10月27日 渋谷WWWで行われたアイドル横丁新聞杯に愛乙女★DOLL研究生として出演。結果は4位で惜しくも脱研究生ならず[13]。
- 12月24日 愛乙女★DOLL研究生から、らぶ☆けんに名称を変更[14]。

2014年
- 2月2日 吉祥寺CLUB SEATAにて姉妹グループのらぶ☆けん(ルーチェ)とツーマンライブ開催。グループ分け発表後らぶ☆けん(ステラ)として初ライブを行った[15]。
- 2月21日「らぶ☆けん定期公演」にてアヤお披露目[16]。
- 5月23日「らぶ☆けん金曜定期公演ファイナル」にて非正規グループであったらぶ☆けん(ルーチェ)がLuce Twinkle Wink☆、らぶ☆けん(ステラ)がStella☆Beatsと新グループ名になり昇格[17]。新衣装お披露目。
- 6月15日 吉祥寺CLUB SEATAで行われた「アイドルジェネレーション vol.16」にて「Birth to stella」初披露。
- 7月20日 新宿ReNYで行われた「なでしこアイランド」にて「カモンレッツゴー！」初披露[18]。
- 10月10日 TwinBox Garageで行われた「金曜定期公演」にて「この恋はとまらない」初披露[TW 5]。
- 12月9日 1stシングル「この恋はとまらない」リリース。

2015年
- 2月7日 初遠征となった名古屋東建ホールで行われた「TRIGGER→ Vol.4」にて新衣装と「Black Wing」初披露[TW 6]。
- 2月25日 秋葉原GOODMANで行われた「Stella☆Beats & Ange☆Reve ダブルキックオフイベント」にて「Fantastic Traveller」初披露[TW 7]。
- 4月3日 TwinBox Garageで行われた「金曜定期公演」にて「初恋Mayfly」初披露[19]。
- 4月30日 初のオーディション「Stella☆Beats新メンバーオーディション2015 ～夏から、アイドル！～」を開催[20]。
- 5月1日 TwinBox Garageで行われた「金曜定期公演」にて笹木ありさが7月に卒業することを発表[21]。
- 5月12日 2ndシングル「Fantastic Traveller」リリース。
- 6月14日 shibuya eggmanで「1st ワンマンLIVE」が第1部「Beat Whaite」第2部「Beat Black」の2部制で行われた[22]。第2部で「Glad to see」初披露。
- 6月17日 TwinBox Garageで行われた「金曜定期公演」にてアヤが7月に卒業することを発表[TW 8]。
- 7月4日 初台Doorsで行われた「笹木ありさ 卒業LIVE・ありがとうの気持ちを貴方へ」をもって笹木ありさが卒業[23]。
- 7月12日 吉祥寺CLUB SEATAで行われた「アイドルジェネレーションVol.28」にて愛野アミがじぇるの！より移籍[24]。
- 7月29日 秋葉原GOODMANで行われた「Stella☆Beatsアヤ卒業公演」をもってアヤが卒業[25]。
- 8月5日 秋葉原GOODMANで行われた「定期公演」にて桜木琴歌が9月に卒業することを発表[26]。
- 9月2日 秋葉原GOODMANで行われた「定期公演」にて愛野アミが休業することを発表[TW 9]。
- 9月30日 秋葉原GOODMANで行われた「桜木・愛野 Stella☆Beats卒業公演」をもって桜木琴歌、愛野アミが卒業[27]。
- 10月3日 初台Doorsで行われた「TOKYO ARUARU LIVE PREMIUM Vol.2」にて米満梨湖と新衣装お披露目[28]。「星空シンフォニー」「Straight Lines」を初披露[29]。
- 10月24日・25日 マレーシアのイベント「ANIME COSPLAY GAMES CONVENTION KDU COLLEGE GLENMERIE 24-25 OCT 2015」にスペシャルゲスト出演。初の海外遠征[30]。
- 12月6日 AKIBAカルチャーズ劇場で行われた「アークジュエルカルチャーズ劇場公演」にて「Love Genom」初披露[31]。
- 12月23日 横浜港北モザイクモールで行われた「クリスマスSPお楽しみ大抽選会！」にて「クリスマス・サイレンナイト」初披露[TW 10]。

2016年
- 1月19日 3rdシングル「星空シンフォニー」リリース。
- 2月13日 渋谷マウントレーニアホールで行われた「アイドルジェネレーションvol.35」にて前田美咲お披露目[32]。
- 6月7日 七瀬望美が体調不良により欠席の発表[33]。6月16日に当面の間休養を発表[34]。
- 6月28日 新メンバーオーディション2016を7月31日まで[35]開催[36]。
- 7月2日 「Stella☆Beats HAPPY LIVE！」にて新穂貴城が七瀬望美のアンダーとしてらぶけんと兼任することを発表[37]。
- 7月9日 「Jewel Beat!! 2016 Summer」にて新穂貴城がステラビ初ステージ[38]。
- 7月10日 「星野愛菜・生誕祭」にて「さあ共に！-story of yours-」初披露[TW 11]。星野愛菜とSHUN（青SHUN学園）の新ユニット「旬野菜（フレッシュベジタブル）」お披露目[39]。
- 7月24日 「SEKIGAHARA IDOL WARS 2016 ～関ケ原唄姫合戦～」にて新穂貴城がらぶけんを卒業し、アンダーに専念[40]。
- 8月10日 秋葉原GOODMANで行われた「Stella☆Beats 七瀬望美卒業式」をもって七瀬望美が卒業[41]。
- 9月11日 伏見JUMMINで行われた「Cafe☆au☆Revolution!!-DX!!-」にて「Borderline」を初披露[42]。
- 10月4日 4thシングル「さぁ共に!-story of yours-」リリース。
- 10月12日 定期公演にて新穂貴城の正規メンバー昇格を発表[TW 12]。
- 12月6日 アキバソフマップ1号店で行われた「リリース記念予約イベント」にて「雪のカケラ*」ステラビVer初披露[43]。
- 12月17日 煌めき☆アンフォレントとのコラボCD「雪のカケラ*」リリース[44]。星野愛菜が2月で卒業することを発表[TW 13]。
- 12月21日 「Stella☆Beats×煌めき☆アンフォレント東名阪X'masツーマンツアー」を渋谷O-WESTで、23日に大阪・日本橋 CLUB COCHLEA.で、24日に愛知・鶴舞 DAYTRIPで開催[45]。

2017年
- 2月25日 Zirco Tokyoで行われた「星野愛菜卒業ライブ」をもって星野愛菜が卒業[46]。
- 2月28日 1stフルアルバム「Tales of Stella☆Beats」リリース[47]。「発売記念イベントFinal」にて「Aria〜未来への地図」初披露[48]。
- 3月19日 渋谷WWWXで行われた「JewelBeat～Sing Sweet Spring～」にて藤田あかり、お披露目[49]。
- 5月3日 TwinBoxGarageで行われた「発売記念キックオフ・ミーティングライブ」にて新衣装と「SUMMER SUMMER神様!!!!」初披露[50]。
- 7月4日 5thシングル「SUMMER SUMMER神様!!!!」リリース。
- 10月1日 TSUTAYA O-WESTで行われた2ndワンマンライブ「４つのステラが描き出す新しい夜空」にて「SEASON」初披露[51]。
- 10月15日 前田美咲が喉の病気治療の為、しばらくの間休業することが発表される[52]。
- 11月8日 秋葉原GOODMANで行われた「定期公演」にて「冬、マスカレード」初披露。前田美咲が復帰[53]。

2018年
- 1月10日 アキバソフマップ1号店で行われた「リリース記念予約イベント」にて藤田あかりが3月21日に開催されるライブをもってグループを卒業し、芸能界を引退することを発表[54]。
- 1月23日 6thシングル「冬、マスカレード」リリース。
- 3月21日 shinuya duo MUSIC EXCHANGEで行われた「藤田あかり卒業ライブ」をもって藤田あかりが卒業[55]。
- 4月22日 東京キネマ倶楽部で行われた「新穂貴城生誕祭2018」にて小倉月奏、佐藤葵をお披露目[56]。
- 5月1日 株式会社MATSURIに移籍。
- 5月16日 メンバーが定期公演会場限定のオリジナルドリンクを考案[57]。
- 7月16日 東京キネマ倶楽部で行われた「星野愛菜ラストライブ〜2025日の軌跡〜」に米満梨湖、前田美咲、新穂貴城がゲスト出演[58]。
- 8月7日 マキシシングル「Story of Stella☆Beats」リリース。
- 8月14日 ダイバーシティ東京プラザ フェスティバル広場で行われた「発売記念インストアイベント」にて新衣装と「Swi ! Swi ! Swish !!!!!」初披露[59]。
- 8月22日 お台場シンボルプロムナード公園 セントラル広場で行われた「FOOD✖︎ENTERTAINMENT BATTLE Fight! in お台場」にて「森は生きてる」初披露[TW 14]。
- 8月28日 池袋サンシャインシティ噴水広場で行われた「ArcJewel Sunshine Beat!! 2018」にて「君声リフレイン」初披露[TW 15]。
- 11月6日 7thシングル「君声リフレイン」リリース。
- 12月2日 イオンモール幕張新都心で行われた「IDOL CONTENT EXPO」にて「ホリハピ」初披露[60]。
- 12月11日 方南町Mboxxで行われた「定期公演」にて新衣装と「ever〜マジ好きになるなんて〜」初披露[61]。

2019年
- 1月10日 株式会社MATSURIとの契約違反により米満梨湖が脱退[62]。
- 2月16日 吉祥寺CLUB SEATAで行われた「前田美咲バースデイライブ」にて前田美咲初のソロ曲「Mistake！」初披露[63]。
- 3月18日 新メンバーオーディションを開催[64]。
- 4月9日 方南町Mboxxで行われた「定期公演」にて7月5日のワンマンライブをもって、メンバー全員が卒業することと6月にラストシングルの発売決定を発表[65]。
- 4月23日 方南町Mboxxで行われた「定期公演」にて「Sparkle Stories」初披露[TW 16]。
- 5月22日 秋葉原GOODMANで行われた「定期公演」にて「rables」初披露[TW 17]。
- 6月20日 秋葉原GOODMANで行われた「定期公演」にて「この空の先に」初披露[TW 18]。
- 6月28日 8thシングル「Sparkle Stories」リリース。
- 7月5日 TSUTAYA O-WESTで行われた「ワンマンライブ the path to the future」をもって前田美咲、新穂貴城、小倉月奏、佐藤葵が卒業[66]。
- 7月28日 お楽しみ感謝イベントをもってStella☆Beatsとしての活動が終了[67]。

### メンバー
| 名前 (よみ)                 | ニックネーム                      | 担当ワード 担当カラー | 生年月日               | 出身地   | 血液型 | 備考 |
| --------------------------- | --------------------------------- | --------------------- | ---------------------- | -------- | ------ | --- |
| 星野 愛菜 (ほしの まな)     | まなてぃー                        | HAPPY 赤              | 1991年7月2日（34歳）   | 大阪府   | O型    | Stella☆Beats初代リーダー キャッチフレーズは「幸せの歌を届けます。ちょっぴり大人なシンデレラ」 SHUN(青SHUN学園) × 星野愛菜(Stella☆Beats)で結成された「旬野菜(フレッシュベジタブル)」でも活動 2017年2月25日卒業                                                    |
| 七瀬 望美 (ななせ のぞみ)   | のぞみん ななのん                 | HOPE 緑               | 1996年1月5日（29歳）   | 神奈川県 | O型    | 初期メンバー キャッチフレーズは「Stella☆Beatsのドジっこちゃん☆ナチュラルパウダー振りまくよ」 2016年6月から休業、8月10日に身体的理由（肋間神経痛で完治の可能性なしとの診断）により卒業                                                                            |
| 笹木 ありさ (ささき ありさ) | ありちゃん                        | PEACE                 | 1994年12月10日（30歳） | 千葉県   | A型    | 初期メンバー キャッチフレーズは「私に一番似合うのは、いちご？マカロン？それより、ラーメン！」 2015年7月4日卒業。 笹木ありさ (@sasaki_arisa) - X（旧Twitter） |
| アヤ (あや)                 | アヤちゃん                        | LOVE                  | 1991年11月7日（33歳）  | 兵庫県   | O型    | 初期メンバー Love La Doll元メンバー 2015年7月29日卒業。後に「仮面ライダーGIRLS」のメンバー黒田絢子として活動 |
| 桜木 琴歌 (さくらぎ ことか) | ことにゃん                        | SMILE                 | 1995年11月9日（29歳）  | 宮城県   | O型    | 初期メンバー 2015年9月30日卒業 後に同事務所の「じぇるの」（現「Jewel☆Neige」）「Chu☆Oh!Dolly」のメンバーとして活動 |
| 愛野 アミ (あいの あみ)     | アミーゴ                          | LOVE                  | 1996年5月18日（29歳）  | 東京都   | AB型   | 2015年7月12日に同事務所の「じぇるの」から移籍 帰国子女で英語が得意 2015年9月30日、学業に専念するため卒業 |
| 米満 梨湖 (よねみつ りこ)   | りこぴん よねみっちゃん こっこ    | 紫                    | 1996年1月19日（29歳）  | 佐賀県   | O型    | 2015年10月3日加入。2018年4月22日からStella☆Beats二代目リーダー就任。 キャッチフレーズは「Stella☆Beatsのふわふわほっぺ♡ みんなにいやしをあげるっちゃん💭」 元e-Street TOKYO、元w-Street FUKUOKAリーダー(3代目) 2019年1月10日に契約違反により脱退。                |
| 藤田 あかり (ふじた あかり) | あかりん あかりちゃん おふじ      | 黄                    | 1999年6月24日（26歳）  | 宮城県   | -      | 2017年3月19日加入 キャッチフレーズは特になし 元Party Rockets、元GALETTe* 2018年3月21日に卒業し、家庭の事情により芸能界引退 |
| 前田 美咲 (まえだ みさき)   | みさき まえだ まえだビーツ きっき | ピンク                | 1997年2月15日（28歳）  | 兵庫県   | O型    | 2016年2月13日加入 キャッチフレーズは「Stella☆Beatsのぱわふるがーる。きらきらぱわー注入すんで？」 大阪スクールオブミュージック高等専修学校SO.ON project卒、元ポンバシwktkメイツ。Be My Babyの前田好美の姉 2019年7月5日に卒業。後に愛乙女☆DOLLのメンバーとして活動 |
| 新穂 貴城 (にいぼ きしろ)   | きいちゃん                        | 青                    | 1994年4月15日（31歳）  | 鹿児島県 | A型    | 休業中の七瀬望美のアンダーとして2016年7月9日に加入。2016年10月12日に正規メンバー昇格。 キャッチフレーズは「南国鹿児島生まれの黒髪天使」 2019年7月5日に卒業。後に愛乙女☆DOLLのメンバーとして活動                                                                  |
| 小倉 月奏 (おぐら るのん)   | のんちゃん                        | 緑                    | 1997年1月30日（28歳）  | 福井県   | A型    | 2018年4月22日加入 チャームポイントは目。アニメ好きでアニメに携わることを夢見ている 2019年7月5日に卒業。後に転校少女*のメンバーとして活動 |
| 佐藤 葵 (さとう あおい)     | あお                              | 黄                    | 1999年2月9日（26歳）   | 大阪府   | A型    | 2018年4月22日加入 元SO.ON projectで前田美咲の高校の後輩。チャームポイントは「赤ちゃん顔」 2019年7月5日に卒業。後にIVOLVEのメンバーとして活動 |

#### 変遷
| 期間                           | 活動メンバー（太字は新メンバー）                                     |
| ------------------------------ | -------------------------------------------------------------------- |
| 結成当初 - 2015年7月4日        | 星野愛菜、アヤ、笹木ありさ、桜木琴歌、七瀬望美                       |
| 2015年7月5日 - 2015年7月11日   | 星野愛菜、アヤ、桜木琴歌、七瀬望美                                   |
| 2015年7月12日 - 2015年7月29日  | 星野愛菜、アヤ、桜木琴歌、七瀬望美、愛野アミ                         |
| 2015年7月30日 - 2015年9月30日  | 星野愛菜、桜木琴歌、七瀬望美、愛野アミ                               |
| 2015年10月3日 - 2016年2月10日  | 星野愛菜、七瀬望美、米満梨湖                                         |
| 2016年2月13日 - 2016年6月5日   | 星野愛菜、七瀬望美、米満梨湖、前田美咲                               |
| 2016年6月8日 - 2016年7月3日    | 星野愛菜、七瀬望美（休業）、米満梨湖、前田美咲                       |
| 2016年7月9日 - 2016年8月6日    | 星野愛菜、七瀬望美（休業）、米満梨湖、前田美咲、新穂貴城（アンダー） |
| 2016年8月10日(七瀬望美卒業式)  | 星野愛菜、七瀬望美、米満梨湖、前田美咲、新穂貴城（アンダー）         |
| 2016年8月11日 - 2016年10月11日 | 星野愛菜、米満梨湖、前田美咲、新穂貴城（アンダー）                   |
| 2016年10月12日 - 2017年2月25日 | 星野愛菜、米満梨湖、前田美咲、新穂貴城                               |
| 2017年2月28日 - 2017年3月18日  | 米満梨湖、前田美咲、新穂貴城                                         |
| 2017年3月19日 - 2018年3月21日  | 米満梨湖、前田美咲、新穂貴城、藤田あかり                             |
| 2018年3月28日 - 2018年4月22日  | 米満梨湖、前田美咲、新穂貴城                                         |
| 2018年4月22日 - 2019年1月6日   | 米満梨湖、前田美咲、新穂貴城、小倉月奏、佐藤葵                       |
| 2019年1月7日 - 2019年7月28日   | 前田美咲、新穂貴城、小倉月奏、佐藤葵                                 |

### 作品

#### 映像作品
| # | 発売日         | タイトル                                           | 備考                                                     |
| - | -------------- | -------------------------------------------------- | -------------------------------------------------------- |
| 1 | 2017年10月25日 | 4つのステラが描き出す新しい夜空                    | 2017年10月1日のワンマンLIVEを収録。                      |
| 2 | 2019年7月      | Stella Beats ワンマンライブ the path to the future | 完全受注生産予約商品。2019年7月5日のワンマンLIVEを収録。 |

### ワンマンライブ
| 公演日        | 公演名                                                     | 会場           | 備考                                                                  |
| ------------- | ---------------------------------------------------------- | -------------- | --------------------------------------------------------------------- |
| 2015年6月14日 | Stella☆Beats 1st ワンマンLIVE                              | shibuya eggman | 第1部「Beat Whaite」第2部「Beat Black」第2部で「Glad to see」初披露。 |
| 2017年10月1日 | Stella☆Beats ワンマンLIVE ４つのステラが描き出す新しい夜空 | TSUTAYA O-WEST | 「SEASON」初披露。                                                    |
| 2019年7月5日  | Stella Beats 卒業ワンマンライブ the path to the future     | TSUTAYA O-WEST | 前田美咲、新穂貴城、小倉月奏、佐藤葵の卒業ライブ。                    |

#### ツイート
1. ↑  STELLABEATS [@stellabeats2014] (7 August 2019). “メンバーの写真を公開”. X（旧Twitter）より2022年6月18日閲覧.
2. ↑  STELLABEATS [@stellabeats2014] (2 October 2019). “3人でのラストライブです”. X（旧Twitter）より2022年6月19日閲覧.
3. ↑  STELLABEATS [@stellabeats2014] (5 June 2020). “いよいよ本日の放送分からEDにながれます♪”. X（旧Twitter）より2020年6月6日閲覧.
4. ↑  中山みなみ [@mnm_n373] (26 March 2022). “定期公演で発表させていただいた通り、中山みなみは5月21日をもちまして、STELLABEATSを卒業します。”. X（旧Twitter）より2022年6月18日閲覧.
5. ↑  星野愛菜 [@hoshino_mana] (10 October 2014). “《この恋はとまらない》初披露”. X（旧Twitter）より2019年8月8日閲覧.{{cite web2}}:  CS1メンテナンス: 先頭の0を省略したymd形式の日付 (カテゴリ)
6. ↑  星野愛菜 [@hoshino_mana] (7 February 2015). “新曲はBlack Wing！！どうでしたか？”. X（旧Twitter）より2019年8月8日閲覧.{{cite web2}}:  CS1メンテナンス: 先頭の0を省略したymd形式の日付 (カテゴリ)
7. ↑  星野愛菜 [@hoshino_mana] (25 February 2015). “ファンタスティックトラベラー初披露”. X（旧Twitter）より2019年8月8日閲覧.{{cite web2}}:  CS1メンテナンス: 先頭の0を省略したymd形式の日付 (カテゴリ)
8. ↑  黒田絢子 [@aya_1107s] (17 June 2015). “アヤはステラビーツを卒業します!”. X（旧Twitter）より2022年6月18日閲覧.
9. ↑  星野愛菜 [@hoshino_mana] (2 September 2015). “愛野アミは9/30をもって休業することになりました。”. X（旧Twitter）より2022年6月18日閲覧.
10. ↑  星野愛菜 [@hoshino_mana] (23 December 2015). “クリサイ初披露”. X（旧Twitter）より2019年8月8日閲覧.{{cite web2}}:  CS1メンテナンス: 先頭の0を省略したymd形式の日付 (カテゴリ)
11. ↑  Stella☆Beats [@stellabeats2014] (10 July 2016). “【初公開！】新曲「さあ共に！-story of yours-」の映像”. X（旧Twitter）より2019年8月8日閲覧.{{cite web2}}:  CS1メンテナンス: 先頭の0を省略したymd形式の日付 (カテゴリ)
12. ↑  Stella☆Beats [@stellabeats2014] (12 October 2016). “本日から新穂が正式に正規メンバーとして活動”. X（旧Twitter）より2019年8月8日閲覧.{{cite web2}}:  CS1メンテナンス: 先頭の0を省略したymd形式の日付 (カテゴリ)
13. ↑  星野愛菜 [@hoshino_mana] (17 December 2016). “星野愛菜は、2/25をもってステラビーツを卒業します。”. X（旧Twitter）より2022年6月18日閲覧.
14. ↑  Stella☆Beats [@stellabeats2014] (22 August 2018). “新曲「森は生きてる」初お披露目でした”. X（旧Twitter）より2019年8月8日閲覧.{{cite web2}}:  CS1メンテナンス: 先頭の0を省略したymd形式の日付 (カテゴリ)
15. ↑  Stella☆Beats [@stellabeats2014] (28 August 2018). “「君声リフレイン」表題曲 初披露”. X（旧Twitter）より2019年8月8日閲覧.{{cite web2}}:  CS1メンテナンス: 先頭の0を省略したymd形式の日付 (カテゴリ)
16. ↑  Stella☆Beats [@stellabeats2014] (23 April 2019). “新曲、新衣装はいかがでしたか？”. X（旧Twitter）より2019年8月8日閲覧.{{cite web2}}:  CS1メンテナンス: 先頭の0を省略したymd形式の日付 (カテゴリ)
17. ↑  Stella☆Beats [@stellabeats2014] (22 May 2019). “『rables』を初披露します”. X（旧Twitter）より2019年8月8日閲覧.{{cite web2}}:  CS1メンテナンス: 先頭の0を省略したymd形式の日付 (カテゴリ)
18. ↑  Stella☆Beats [@stellabeats2014] (20 June 2019). “「この空の先に」を初披露致します!”. X（旧Twitter）より2019年8月8日閲覧.{{cite web2}}:  CS1メンテナンス: 先頭の0を省略したymd形式の日付 (カテゴリ)

#### 「ガルポ!」内記事
1. ↑  ガルポ!『STELLABEATS 新たに生まれ変わった旅立ち直前をフォトレポート』（インタビュアー：石坂卓也）、マッシュアップエンターテイメント、2019年8月19日。2022年6月18日閲覧。
2. 1 2 3  “STELLABEATS 解散を発表”. ガルポ! (2022年4月30日). 2022年6月18日閲覧。
3. ↑  “「STELLABEATS versus 明くる夜の羊」 秋葉原の夜に響く新たなる鼓動”. ガルポ! (2019年8月23日). 2022年6月18日閲覧。
4. ↑  “4人体制となった新生STELLABEATS。お披露目に向けたレッスン風景＆新メンバーを最速レポート!”. ガルポ! (2019年12月1日). 2022年6月18日閲覧。
5. ↑  “4人体制お披露目ライブ『Come back to GOODMAN』ライブレポート”. ガルポ! (2019年12月18日). 2022年6月18日閲覧。
6. 1 2  ガルポ!『STELLABEATS 新メンバーインタビュー!ステラビといえば「中山みなみ」だなと言われるまでやりたい』（インタビュアー：もりたはぢめ）、マッシュアップエンターテイメント、2020年3月24日。2022年6月18日閲覧。
7. ↑  “STELLABEATS 6周年＆中山みなみお披露目　無観客配信ライブレポート”. ガルポ! (2020年6月2日). 2020年6月5日閲覧。
8. ↑  “STELLABEATS 新メンバー『竹内さら』の加入を緊急発表!!”. ガルポ! (2020年6月16日). 2022年6月18日閲覧。
9. ↑  “STELLABEATS 竹内さらお披露目配信ライブ ライブレポート!!”. ガルポ! (2020年6月29日). 2020年7月15日閲覧。
10. ↑  “新アイドルグループ・STELLABEATS新メンバーオーディション2021”. ガルポ! (2021年1月10日). 2022年6月18日閲覧。 “活動中の「STELLABEATS」の強化を図り、新メンバーを募集いたします!”
11. ↑  “STELLABEATS「宮園奈那・石原花鈴・竹内さら 卒業公演」最後に一番見たい景色が見られて幸せでした!”. ガルポ! (2021年3月21日). 2022年6月18日閲覧。
12. ↑  “STELLABEATSの新たな鼓動。新メンバーを加え再始動ティザー映像公開!”. ガルポ! (2021年5月19日). 2022年6月18日閲覧。

### 動画
1. ↑  STELLABEATS 6周年記念&中山みなみ お披露目ライブ - YouTube 2022年6月18日閲覧。
2. ↑  STELLABEATSの「モッツァレラTV」番外編　緊急特番 - YouTube 2022年6月18日閲覧。
3. ↑  emoチャンネル STELLABEATS 2020/7/18「CHEDDAR CHEESE MELT」発売記念イベント・リターンズ ライブ映像＜LIVE archive Special＞ - YouTube 2022年6月18日閲覧。
4. ↑  STELLABEATS 「新体制ステラビ お披露目生配信ライブ」アーカイブ - YouTube 2022年6月18日閲覧。
5. 1 2  STELLABEATS 2nd ALBUM「2021 BEATS」Sampler Movie - YouTube 2022年6月18日閲覧。